# Agnelo Rufino Gracias
Agnelo Rufino Gracias (ur. 30 lipca 1939 w Mombasie) – indyjski duchowny katolicki, biskup pomocniczy Bombaju w latach 2001–2014.

## Życiorys
Święcenia kapłańskie przyjął 21 grudnia 1962 i został inkardynowany do archidiecezji bombajskiej. Uzyskał tytuł doktora z teologii duchowości na Papieskim Uniwersytecie Gregoriańskim (1971-1975).
Pełnił funkcje m.in. rezydenta i wikariusza parafii katedralnej (1963-1971) oraz kolejno profesora, kierownika duchowego (1975-1985), rektora (1985-1993) i dziekana studiów (1993-2000) miejscowego seminarium im. św. Piusa X. W latach 2000–2001 był
proboszczem w Mahim.

### Episkopat
13 marca 2001 został mianowany przez papieża Jana Pawła II biskupem pomocniczym archidiecezji bombajskiej ze stolicą tytularną Molicunza. Sakry biskupiej udzielił mu 21 kwietnia tegoż roku ówczesny ordynariusz tejże archidiecezji, kard. Ivan Dias.
W latach 2011–2014 był przewodniczącym Komisji Doktrynalnej Konferencji Episkopatu Indii, zaś w latach 2011-2013 ponownie pełnił funkcję rektora seminarium św. Piusa X.
30 lipca 2014 przeszedł na emeryturę.
20 września 2018 został wyznaczony administratorem sede plena diecezji Jalandhar po aresztowaniu biskupa Franco Mulakkal oskarżonego o gwałt na zakonnicy.  